# 熊野八庄司
熊野八庄司は、紀伊熊野の八つの庄の庄司。荘園領主の命によって雑務を掌ったが、多くは在地豪族化した。代々「鈴木庄司」を称した藤白鈴木氏、「湯河庄司」を称した湯川氏、「野長瀬庄司」を称した野長瀬氏らが記録に見える。
八つの庄については諸説ある。
- 湯川・玉置・新宮・安田・芋瀬・中津川・野長瀬（野長瀬庄司）・湯浅とする説

- 湯川・鹿瀬（ししがせ）・蕪坂（かぶらざか）・湯浅・阿瀬川（あぜがわ）・小原（吉野郡？）・芋瀬・中津川とする説

- 鈴木（鈴木庄司）・湯浅・芋瀬・貴志・玉置・湯川・真砂・安宅とする説